# Chaim Sofer

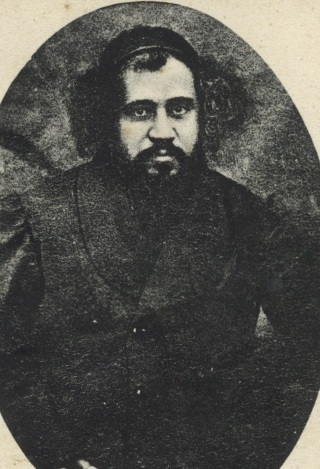
Chaim Sofer

Chaim ben Mordecai Ephraim Fischl Sofer (deutsch Joachim Schreiber, hebräisch חיים סופר; geboren am 29. September 1821 in Bratislava; gestorben am 28. Juni 1886 in Budapest) war ein ungarischer Rabbiner und Schriftgelehrter.

## Leben
Sofer studierte in Bratislava und in Ungvar.
Dort besuchte er die berühmten Jeschiwot von Chatam Sofer in Bratislava und Meir Eisenstädter (auch: Meir Ash, 1780–1852, Autor des Imre Esh) in Ungvar.
1844 lehrte er an der Jeschiwa Mattersdorf Bahurim (Tiferet Bahurim = Der Ruhm der Jugend ist ein Traktat aus dem 17. Jahrhundert von Pinchas Baruch zur Belehrung junger Männer über Sexualität und Heirat).
1852 wurde er Rabbi von Gyömrő.
1859 wurde er Rabbi von Sajószentpéter.
Von 1868 bis 1880 war Sofer Rabbi in Mukatschewo.
In Mukatschewo geriet er in Konflikt mit den örtlichen Chassidim.
Deshalb verließ er 1880 diese Stadt und ging nach Pest.
Von 1880 bis zu seinem Tod war er Rabbi der orthodoxen Gemeinschaft in Pest.

## Interessen und Ansichten
Sofer war einer der führenden Rabbis Ungarns.
Er vertrat extrem orthodoxe Ansichten und kämpfte gegen jegliche Reformversuche.
1865 fand in Michalovce ein Treffen von ultraorthodoxen Rabbinern der Subkarpathen Rus, aus Ungarn und aus der Ostslowakei statt.
Auf dem Treffen wurden verschiedene Verhaltensregeln erlassen, darunter:
- Predigten und andere Verkündungen von der Kanzel sollten ausschließlich in Jiddisch erfolgen.
- Es wurde verboten eine Synagoge zu betreten, deren Bima (= Kanzel) nicht im Zentrum des Raumes stand.
- Dem Vorbeter wurde verboten Gewänder zu tragen, die den Gewändern von nichtjüdischen Priestern ähneln.[4]

Sofer unterschrieb auf diesem Treffen den Beschluss zum Ausschluss der Maskilim (= Anhänger der Haskala, der jüdischen Aufklärung).
Die ultraorthodoxe Gemeinschaft Shomerei ha-Dat wurde 1919 in Dresden gegründet.
Ihr erster Rabbi war Horowitz, Ẓevi Hirsch Ben Ḥayyim Aryeh Leibush Ha-Levi, der ab 1920 auch Oberrabbiner von Dresden war.
Sofer war eine der zentralen Persönlichkeiten der Organisation Shomerei ha-Dat.
Sofer forderte, alle Anhänger der Reformbestrebungen im Judentum auszuschließen und ihren Söhnen die Beschneidung zu verweigern.

## Werke
- Peles Chaim, Pressburg, 1854 online
- Machne Chaim, 4 Bände, eine Sammlung von Responsen, kostenlos als PDF
- Chillul Shabbat, Sajószentpéter
- Kol Sofer, ein Kommentar zur Mischna
- Dibrei Sharei Chaim
- Sharei Chaim online